# Новотроицк
Новотроицк (на руски: Новотроицк) е град в Русия, Оренбургска област, административен център на Новотроицкки градски окръг. Населението му към 1 януари 2018 г. е 86 474 души. през 2011 година.
Основан е на 13 април 1945 година.